# Ревай Юліян Іванович
Юлія́н Рева́й  (26 червня 1899, с. Мирча — 30 квітня 1979, Нью-Йорк, США) — український політичний та освітній діяч Закарпаття, прем'єр-міністр Карпатської України. Як посол і перший заступник голови Центральної Української Ради був іменований членом автономного карпато-українського уряду в жовтні 1938; у парламенті був співавтором закону про автономний устрій Карпатської України. Один із фундаторів Українського Національного Об'єднання.

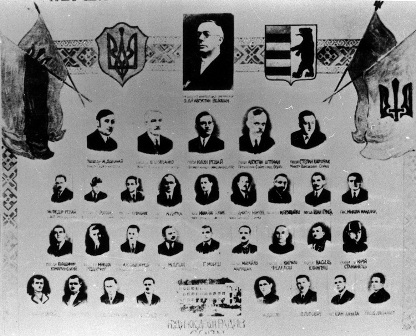
Посли Сойму Карпатської України.
По центру: Президент Карпатської України о. Августин Волошин; Перший ряд зліва направо: Микола Долинай, Юлій Бращайко, Юліян Ревай, Августин Штефан, Степан Клочурак; Другий ряд: Федір Ревай, Степан Росоха, Леонід Романюк, Августин Дутка, Михайло Тулик, Дмитро Німчук, Михайло Бращайко, Іван Грига, Микола Мандзюк; Третій ряд: Володимир Комаринський, Микола Різдорфер, Антон Ернест Олдофреді, Мілош Дрбал, Григорій Мойш, Михайло Марущак, Кирило Феделеш, Василь Климпуш, о. Юрій Станинець; Четвертий ряд: Василь Щобей, Іван Ігнатко, Юрій Пазуханич, Іван Перевузник, Адальберт Довбак, Петро Попович, Іван Качала, Василь Лацанич

Посли Сойму Карпатської України. Зліва направо, зверху вниз: Юліян Ревай, Августин Волошин, Степан Клочурак, Леонід Романюк, Федір Ревай, Августин Штефан, Степан Росоха, Августин Дутка, Юлій Бращайко, Микола Долинай,
Василь Щобей, Володимир Комаринський, Михайло Бращайко, Петро Попович, Василь Климпуш

## Життєпис
Народився 26 липня 1899 року у селі Мирча в учительській сім'ї. Закінчив початкову школу в рідному селі. Після початкової школи у Мирчі і Костьовій Пастелі 1913 року вступив до Ужгородської семінарії, яку закінчив 1917 року. Кілька років працював учителем народних шкіл.
1922—1935 — працював референтом Міністерства шкільництва та освіти Чехо-Словаччини при крайовому цивільному управлінні Підкарпатської Руси. У цей період входив до проводу крайового товариства «Просвіта».
Педагог, співзасновник, згодом голова «Учительської Громади», секретар Педагогічного Товариства Підкарпатської Руси, крайовий звітодавець Пласту на Закарпатті.
Автор і упорядник ряду підручників для народних шкіл, редактор журналу «Учитель» (1924—1935), видавець суспільно-господарського журналу «До Перемоги» (1935—1938). У 20-х роках видав працю «Русько-мадярська термінологія» та у співавторстві «Мадярсько-руський словарь», також у співавторстві кілька підручників для народних шкіл.
Активіст Підкарпатської філії Чехо-Словацької соціально-демократичної партії, від якої був обраний до парламенту Чехо-Словаччини (1935—1939).

### Карпатська Україна
У першому автономному уряді Карпатської України русофіла Андрія Бродія, Юліан Ревай — міністер торгівлі, транспорту, праці. Проіснував цей уряд недовго – 15 днів. Вже 26 жовтня 1938 року Бродій був звинувачений Прагою у державній зраді за ведення таємних перемовин з Будапештом, щодо приєднання краю до Угорщини, та заарештований. Новим прем'єр-міністром був призначений отець Августин Волошин, який того ж дня склав присягу на вірність Чехословацькій республіці. 22 листопада 1938 року Національні збори у Празі прийняли конституційні закони про автономію Словаччини та Підкарпатської Русі. Чехословаччина офіційно перетворилась на федеративну республіку. У найближчі п'ять місяців передбачалось провести вибори до представницького законодавчого органу української автономії – Сойму Підкарпатської Русі. Вже 25 листопада 1938 року кабінет Волошина видав розпорядження про запровадження на території краю української (малоруської) мови, а наприкінці грудня розпустив земський (крайовий) уряд у Хусті й офіційно дозволив вживати поряд із назвою «Підкарпатська Русь» також назву «Карпатська Україна».
Автономний уряд о. Августина Волошина проіснував до 15 березня 1939 року. Тоді на Соймі була проголошена незалежність Карпатської України та обрано її президента — о. Августина Волошина. Юліан Ревай був призначений прем'єр-міністром та міністром закордонних справ Карпатської України.
Разом з іншими членами уряду робив заходи у Відні, Берліні й Братіславі за припинення угорських репресій проти українських діячів і за допомогу втікачам з Карпатської України. Він очолював економічні делегації до Берліна для переговорів із питань розвитку народного господарства.

У рубриці «Наші кандидати» редактор газети «Нова свобода» Василь Ґренджа-Донський дав високу оцінку діяльності Юліана Ревая: 
|  | Розумний, молодий, енергійний та меткий. Коли б його треба характеризувати, то можна б казати декілька словами: Юліан Ревай – це мотор цілого нашого політичного життя. Юліан Ревай – це дипломат… Майбутній історик, що писатиме історію Карпатської України, побіч імени нашого великого Батька напише також золотими буквами й ім'я мотора нашого політичного життя – міністра Юліана Ревая. |

Коли за Віденським арбітражем Угорщині було передано Ужгород, Мукачево, Берегово та низку прилеглих сіл Юліан Ревай принципово виступав за евакуацію всього майна уряду до Хуста, незважаючи на протест угорської ради.

### Еміграція
Після окупації Закарпаття Угорщиною емігрував за кордон. Проживав у Словаччині, Чехії, Німеччині (1939—1948).
Юліан Ревай був заарештований 1945 році совєтськими органами у Празі, звідки вдалося йому втекти до американської зони Німеччини, де був активний як член головного управи ЦПУЕН.
З 1948 року в США, голова допомогового об'єднання «Самопоміч» та директор канцелярії УККА (1949—1957), голова федеральної кредитової кооперативи «Самопоміч» (з 1954 р.), голова Карпатського Дослідного Центру і директор Українського Інституту Америки у Нью-Йорку. Юліан Ревай виступив ініціатором будівництва пам'ятника Тарасу Шевченку у Вашингтоні, за що був нагороджений «Шевченковою Грамотою волі».
Помер і похований на українському цвинтарі в Нью-Йорку. У 1986 році на могилі встановлено пам'ятник. Заснованому ним Карпатському Дослідному Центру присвоєно ім'я Юліана Ревая.

## Доробок
Юліан Ревай — автор численних праць: «Русько-мадярська термінологія» (у співавторстві), «Мадярсько-руський словарь» (у співавторстві), «Довкола автономії Підкарпатської Русі», «В боротьбі за правду».